# David Stephen
David Stephen (Dundee, 25 augustus 1869 – Edinburgh, 9 maart 1946) was een Schots componist en organist.

## Levensloop
Stephen is muzikaal een volkomen autodidact. In een concertkritiek uit 1903 werd hij beschreven als: the University College's own Lecturer in Music. Hij was organist bij verschillende kerken in Dundee en eveneens dirigent van diverse koren in zijn geboortestad, maar ook in Arbroath en in St Andrews. In 1903 werd hij muziekdirecteur van de Carnegie Trust te Dunfermline en kreeg daardoor invloed en werd bekend met diverse Schotse muzikale kringen. 
Als componist schreef hij werken voor orkest, harmonieorkest, koren, kamermuziek en voor orgel.

## Composities

### Werken voor orkest
- 1887 The barrister, overture voor orkest
- 1894 The nuns and their ward, suite voor orkest
  1. Barcarolle
  2. Duo D'Amour
  3. Tarantella
- 1896 Scottish Fantasia No. 2
- 1897 Concert Overture in e-klein
- 1898 Overture on Scots Melodies
  1. Andante con amore
  2. Allegro moderato
- 1899 Fantasia on Scottish melodies
  1. Introduction: When the kye Come Hame - voor cornet solo en orkest
  2. Allegro fugato: A Highland Lad, Robin Adair - voor dwarsfluit solo en orkest
  3. Variations: Maggie Lauder (I. koperblazers, II. viool solo, III. Funeral March), The Broom o' the Cowdenknows (hoorn solo)
  4. Finale: Reel and Strathspey
- 1907 Caprice Ecossais, voor orkest
- 1913 Scottish Overture
- 1920 Dances for Miss Bell's pupils
  1. Harvester's Dance
  2. Dance of Hours (Masque of Seasons)
- 1929 Sinfonietta
- 1934 Three scenes of Scottish life
- 1940 Scottish love idyll, voor kamerorkest
- 1941 Callander, voor strijkorkest
- 1941 Concertante in e-klein, voor piano en orkest
- 1941 Romance, voor altviool en orkest
- 1941 Variations on an original sequential theme
- 1942 Border rhapsody
- Andante tranquillo, voor orkest
- Caledonia
- Cock o' the north
- Coronach
- Cradle Song, voor strijkorkest
- English airs of the sixteenth century, voor dwarsfluit, klarinet, strijkorkest en piano
- Glenfinlas
- Halloween
- Hebrides Overture
- Highland Lilt, concert voor viool en orkest
- Highland sketches on Scottish melodies
- Impromptu on Scottish melodies
- In Honorem
- In Scotland, concert voor piano en orkest met orgel
- La Belgique
- Lady Betty's Minuet, voor strijkorkest
- New Zealand National Song
- Old Scottish tunes
- Overture On Scottish melodies
- Scherzetto, voor hoorn en orkest
- Scotch fantasia
- Scottish march
- South African National Song
- Suite for orchestra
- Symphonie in F-groot
- Symphonie in D groot
- Wullie Lindsay

### Werken voor harmonieorkest
- Queen Margaret of Scotland

### Sacrale werken, catates
- 1895 Te Deum Laudamus, voor gemengd koor en orkest
- 1903 The Abbot's bell, cantate voor vier solisten, gemengd koor en orkest - tekst: Nimmo Christie
- 1914 Festal ode, voor gemengd koor en piano - tekst: Bijbel, Apocriefen
- 1934 Psalm 90, voor gemengd koor, 2 trompetten, 3 trombones, pauken en strijkers
- A Lyke-Wake Dirge, voor gemengd koor
- Gloomy Night, voor mannenkoor
- Psalm 150, voor gemengd koor en orkest
- The Lord Bless Thee And Keep Thee, voor gemengd koor en orgel

### Werken voor koren
- 1910 The Deil's awa wi' th' exciseman, voor mannenkoor en piano - tekst: Robert Burns
- 1911 He is gone on the mountain, voor mannenkoor en piano - tekst: Walter Scott
- A Guid New Year, voor gemengd koor
- Blow, Blow, Thou Winter Wind, voor mannenkoor en piano - tekst: William Shakespeare
- Johnnie Cope, voor gemengd koor en strijkers
- Leezie Lindsay, voor gemengd koor
- Oh, gentle moon, voor gemengd koor - tekst: Percy Bysshe Shelley
- Sangs my faither sang, voor gemengd koor en orkest
- The Wife Of Usher's Well, voor gemengd koor en orkest
- Willy's Rare And Willy's Fair, voor gemengd koor

### Vocale muziek
- 1899 Springtide, voor zangstem en orkest
- 1900 Sons and Brothers of England, voor zangstem en orkest - tekst: Lindsay Carnegie of Kimblethmont
- 1907 The Laird O' Cockpen, ballade voor zangstem en piano, op. 23 - tekst: Lady Nairne
- 1916-1919 Sir Patrick Spens (1e versie), ballade voor bariton, gemengd koor en orkest
- 1924 Sir Patrick Spens (2e versie), ballade voor bariton, gemengd koor en groot orkest
- A Benediction, voor zangstem en piano
- Afton water, voor zangstem en piano - tekst: Robert Burns
- Annie Laurie, voor bariton en orkest - tekst: Lady John Scott
- Auld Rob Morris, voor zangstem en piano - tekst: Robert Burns
- Bide ye yet, voor zangstem en piano
- Blythe, blythe and merry was she, voor zangstem, viool, cello en piano
- Bonnie Dundee, voor zangstem, viool, cello en piano - tekst: Walter Scott
- Bonnie Lesley (O saw ye bonie Lesley?), voor zangstem, 2 violen, altviool en cello - tekst: Robert Burns
- Bonnie Mally Lee, voor zangstem en strijkers
- Cleopatra, voor sopraan, mezzosopraan, alt en bariton solo, gemengd koor en orkest
- Corn Rigs, voor zangstem, 2 violen, altviool en cello - tekst: Robert Burns
- Folk Songs of Scotland, voor bariton en piano - tekst: Robert Burnett
- Green Grow The Rashes, voor bas solo, gemengd koor en orkest - tekst: Robert Burns
- It was upon a Lammas night, voor zangstem, 2 violen, altviool en cello - tekst: Robert Burns
- L'Adieu de Marie Stuart, voor zangstem en piano
- My heart is sair, voor zangstem, dwarsfluit, klarinet, 2 violen, altviool en cello - tekst: Robert Burns
- The Barrin' o' the door, voor zangstem en piano
- The Birks of Aberfeldy, voor tenor, gemengd koor en orkest - tekst: Robert Burns
- The Rowan tree, voor sopraan, alt, tenor, bas en orkest

### Kamermuziek
- 1896 Quintet in d-klein, voor hobo, klarinet, fagot, hoorn en piano
- 1941 Romance, voor altviool en piano
- Ae Fond Kiss, voor altviool en piano
- Am Buaireadh (The Temptation), voor althobo en piano

### Werken voor orgel
- 1901 Andante con moto in G-groot, op. 9 No. 1
- 1901 Fantasia in c-klein, op. 11

### Werken voor piano
- 1891 Romance and Valse Lento
- Six moods
- Tarantelle

## Publicaties
- David Stephen, in: The Musical Times, Vol. 87, No. 1238 (Apr., 1946), pp. 126-126